# Přemysl Raban
Přemysl Raban (* 29. června 1949 Kryštofovo Údolí) je český advokát a univerzitní profesor. Podílel se na založení Fakulty právnické Západočeské univerzity, kde vyučuje. Dříve přednášel také na Právnické fakultě Univerzity Karlovy.

## Život
Narodil se v Údolí Sv. Kryštofa v Libereckém kraji do rodiny polesného jako druhé dítě. Posléze se rodina přestěhoval nejprve do Křížan a poté do Horního Lochova u Jičína. Zde žil až do odchodu na vysokou školu. V Jičíně také absolvoval matematicko-fyzikální gymnázium.
Přemysl Raban je podruhé ženatý. Z předchozích vztahů má syna a dceru, ze současného manželství dvě dcery. Jeho bratrem byl kněz doc. PhDr. Ing. Miloš Raban, Th.D. (20. června 1948, Kryštofovo Údolí – 7. ledna 2011, Liberec). Mladší sestra je také právnička.[zdroj⁠?!]

### Monografie domácí
- Raban, P.: Postavení státního podniku v současné etapě přestavby hospodářského mechanismu. TES-IHTS, Praha, 1988, 87 str.
- Raban, P.: Podnikání a smluvní vztahy. PRÁCE Praha, 1989, 108 str.
- Raban, P.: Státní podnik (poslání, práva, povinnosti). PRÁCE Praha, 1989, 83 str.
- Raban, P.: Problémy právní úpravy hospodářských vztahů v přípravě komplexní bytové výstavby. Universita Karlova VN MON, Praha 1987, 180
- Raban, P.: Housing Policy in Czechoslovakia. ORBIS PRESS AGENCY, Prague, 1986, 89 str.
- Raban, P.: Vzájemné vztahy hospodářských organizací při jejich podnikatelské činnosti (k novele hospodářského zákoníku a některých dalších předpisů). TES IHTS, Praha 1989, 106 str.
- Raban, P., Skalický, I.: Akciové a jiné společnosti u nás. PRÁCE Praha, 1991, 85 str.
- Raban, P.: Alternativní řešení sporů, arbitráž a rozhodci v České a Slovenské republice a zahraničí. C. H. Beck, Praha, 2004, 745 str.
- Moravcová, Raban a kol.: eu domain name. C. H. Beck, Praha, 2006, 448 str.

### Kapitoly ve společných monografiích
- Eliáš, K., Raban, P.: Obchodní smlouvy. PRÁCE Praha, 1993, 143 str.

### Monografie zahraniční
- Raban, P.: La politica degli alloggi in Cecoslovacchia. Agenzia Stampa, Milano 1986, 93 str.
- Raban, P.: Jednotlivé typy obchodních smluv. VO PF UK, Bratislava, 1999, 352 str.

### Vysokoškolské učebnice
- Eliáš, K. a kol. (Bejček, Eliáš, Marek, Pokorná, Raban): Kurs obchodního práva. Obchodní závazky. Cenné papíry, C. H. Beck, Praha 1996, 520 str., Raban autor hlavy VIII až XIII, str. 199–336
- Eliáš, K. a kol. (Bejček, Eliáš, Marek, Pokorná, Raban): Kurs obchodního práva. Obchodní závazky. Cenné papíry, 2. doplněné a rozšířené vydání. C. H. Beck, Praha. 1999, 542 str., autor hlavy VIII–XIII, str. 205–346
- Bejček, Hajn, Ježek a kol.: Kurs obchodního práva, Obecná část, soutěžní právo, 587 str. C. H. Beck, Praha, 2002, Raban autor kapitoly 18.–20.
- Kotásek, Pokorná, Raban: Kurs obchodního práva, Právo cenných papírů. C. H. Beck, Praha, 2003, 566 str.
- Bejček, Raban a kol.: Kurs obchodního práva. Obchodní závazky. C. H. Beck, Praha 2003, 549 str.
- Bejček, Hajn, Ježek a kol.: Kurs obchodního práva, Obecná část, soutěžní právo, 609 str. C. H. Beck, Praha, 2004, Raban autor kapitoly 18.–20.
- Kotásek, Pokorná, Raban a kol.: Kurs obchodního práva. Právo cenných papírů, 4. vydání. C. H. Beck, Praha, 2005, 728 str.
- Bejček, Raban a kol.: Kurs obchodního práva. Obchodní závazky, 4. vydání. C. H. Beck, Praha 2007, 549 str.
- Kotásek, Pihera, Pokorná, Raban, Vítek: Kurs obchodního práva. Právo cenných papírů, 5. vydání. C. H. Beck, Praha, 2009, 420 str.
- Suchoža, J., Husár, J.: Obchodné právo a jeho širšie kontexty. UPJŠ Košice, 2010, 312 str., 1. vydání (str. 72, kap. Současné problémy alternativního rozhodování sporů v našich zemích)

### Skripta
- Plíva, S. a kol. (Plíva, S., Přibyl, Z., Klimeš, F., Zahradníčková, M., Raban, P.): Hospodářské právo v příkladech. SPN, Praha 1983 skripta (spoluautorství), 130 str. (autor kapitoly: Hospodářské závazky při přípravě a realizaci investiční výstavby, str. 85 až 96)
- Vaněk, S. a kol. (Vaněk, S., Plíva, S., Přibyl, Z., Klimeš, F., Pelikánová, I., Raban, P.): Hospodářské právo I. a II. SPN, Praha skripta (spoluautorství),1986, 204 str. (autor samostatné kapitoly: Hospodářské závazky při přípravě a realizaci investiční výstavby, str. 221 až 235)
- Suchoža a kol.: Slovenské obchodné právo, Obchodné záväzky, UMB PF, Banska Bystrica, 2004, 208 str. (autor kapitoly 4.4.)
- Raban, P.: Současné problémy alternativního rozhodování sporů v našich zemích. In: Obchodné právo a jeho širšie kontexty, str. 72–78, Suchoža, Husár, Universita PJŠ, Košice 2010

### Vědecké práce v domácích časopisech a sbornících – CD
- Dušánková, Raban, P.: Komplexní bytová výstavba a její zajišťování odbornými inženýrskými organizacemi. In: Investiční výstavba Praha, č. 11/1980, str. 370 až 374.
- Fišer, L., Raban, P.: Co přináší vyhláška 105/1981 Sb. na úseku komplexní bytové výstavby. In: Bulletin ČSBD, Praha, 5/1982, str. 342 až 348.
- Raban, P.: Postavení a úloha krajských investorsko-inženýrských organizací. In: Seminář k zákonu o územním plánování a stavebnímu řádu. Sborník, MS ČSR - VÚVA Praha 1981, str. 86 až 94
- Raban, P.: Principy právní úpravy přípravy a realizace investic v NDR. In: Právo a investičná výstavba v Československom národnom hospodárstve. Zborník prednášok, 2. časť, Košice, 1986, str. 48 až 52.
- Raban, P.: Družstevní bytová výstavba a vztahy při její přípravě a realizaci. In: Investiční výstavba, Praha, 5/1983. str. 172 až 177.
- Raban, P.: Současné tendence v řízení vědecko-výzkumné základny. In: Arbitrážní praxe, 12/1987, Praha, str. 340–349.
- Raban, P.: K charakteru smlouvy o dodávce inženýrské činnosti. In: Aktuálne otázky práva v investičnej výstavbe. Pobočka Československej vedeckotechnickej spoločnosti na PF UK v Bratislave, 1989, str. 78–95
- Raban, P.: Klasifikace hospodářských závazků jako faktor regulačního působení práva v investiční výstavbě. In: Regulačné posobenie práva v národnom hospodárstve, Dom techniky ČSVTS Košice 1989, str. 101–107.
- Raban, P.: Sovremennye tendencii v upravlenii naučnoissledovatelnoj bazej. In: Rol´prava vo vnědrenii naučno-techničeskich dostiženij v socialističeskuju ekonomiku 2, Institut gosudarstva i prava ČSAN, Praha, 1988, str. 303–317.
- Raban, P.: Nekotorye problemi pravovogo uregulirovanija žiliščnoj problemi v Čechoslovaki. In: Planirovanie i finansirovanie v oblasti žiliščnogo chozjajstva i ochrany okružajuščej sredy v gorodach srednej veličiny, Institut gosudarstva i prava ČSAN, Praha, 1988, str. 171 až 187.
- Raban, P.: Bytová politika a právní úprava bydlení v ČSSR. In: Racionalizace přestavby a dostavby měst v ČSSR podle potřeby socialistické ekonomiky. Sborník, VÚVA Praha 1988, str. 167 až 173
- Raban, P.: K vývoji kodifikace obchodního práva v zahraničí. In: Právo a ekonomika, Dom techniky ZSVTS Košice, 1990, str. 47–59.
- Raban, P.: O vzniku, vývoji a současném stavu obchodního zákonodárství ve světe. In: Arbitrážní praxe, Praha, 1990, str. 261 až 270.
- Raban, P.: K poslední velké novele obchodního zákoníku. In: Právník, 6/2001, Praha, str. 517–556.
- Raban, P.: Postavení a úloha investora v komplexní bytové výstavbě. In: Iuridica, 3/1985, Acta Universitatis Carolinae, Praha, str. 183–219
- Raban, P.: Warranty v našem právu. In: Právní rozhledy, č. 6, roč. 11, 2003, str. 270–281
- Raban, P.: K odpovědnosti rozhodce a rozhodčího soudu. In: Bulletin advokacie, 2003, č. 1, str. 25–34
- Raban, P.: On-line Arbitráž a její podmínky. In: Obchodní právo, 2004, roč. 13, č. 1. str. 2–14
- Raban, P.: Moderní pojetí konkursu a jeho obraz v některých světových insolvenčních systémech. In: Právní rozhledy, č. 9, roč. 10, 2002, str. 429–441
- Raban, P.: Obchodní zastoupení. In: Právní rozhledy, č. 1, roč. 11, 2003, str. 15–22
- Raban, P.: Nová úprava přeshraničního úpadku po vstupu do EU. In: Karlovarská právní revue, č. 1, 2005, str. 56–62
- Hromadka, W., Raban, P.: Novela závazkového práva v Německu. In: Právní rozhledy, č. 12/2002, str. 597–602.
- Raban, P.: Soukromé rozhodčí soudy a stanné rozhodčí řízení. In: Právní rozhledy, 25. 11. 2005
- Raban, P.: Alternativní řešení sporů. In: Pocta Antonínu Kandovi, nakl. Aleš Čeněk, Dobrá voda, 2005
- Raban, P., Ďurice, M.: Konkurzné právo na Slovensku a v Európskej únii (recenze). In: Právní rozhledy, č. 19/2006, str. 716.
- Raban, P.: Evropská doména nejvyšší úrovně .eu a rozhodování sporů o ní. In: Právní rozhledy, 9/2006.
- Raban, P.: K otázce vzájemného působení zahájení soudního a rozhodčího řízení. in : Soudní rozhledy 1/2007, str. 4 an.
- Raban, P.: Podnikání při rozhodování o právech a majetku osob? In: Právní rádce, 2/2007, str. 55–61
- Raban, P.: Organizace justičního systému (recenze). In: Právní rádce, 11/2007 str. 76.
- Raban, P.: Unifikace soukromého práva v EU a u nás. In: Právní rozhledy, 11/2008, str. 397 an.
- Raban, P.: Návrh Evropského zákoníku smluvního práva. In: Pocta Stanislavu Plívovi k 75. narozeninám, SPI, Praha 2008. str. 286.
- Raban, P.: Kodifikace smluvního práva na evropské úrovni završena. In: Bulletin advokacie, 2008, č. 5.
- Raban, P., Marek, K.: Smluvní obchodní právo. Kontrakty (rec.). In: Právní rádce, 4/2009 str. 87.
- Raban, P.: Drobní dlužníci a zakázaná ujednaná smluvní ujednání. In: Právní rádce, 11/2009, str. 20–25.
- Raban, P.: Autorizovaní rozhodci nebo adjudikátoři? Je efektivně zajištěna spravedlnost ve spotřebitelských vztazích? In: Bulletin advokacie, č. 6/2010, str. 15–22, ISNN: 1210-6348.
- Raban, P.: Je efektivně zajištěna spravedlnost ve spotřebitelských vztazích? In: Právní rádce, 02/2010, ISNN: 1210-4817.
- Raban, P.: QUO VADIS, komercialisto ve třetím tisíciletí. In: Sborník příspěvků z mezinárodní vědecké konference, Univerzita Palackého v Olomouci, ISBN 978-80-87382-01-1.
- Raban, P.: Metamorfózy kondifikace soukromého práva u nás. In: Dvacet let poté: Právo ve víru metamorfóz (sborník příspěvků), 2010, str. 296.

### Vědecké práce v zahraničních časopisech a sbírkách – CZ
- Raban, P.: Die Umgestaltung des Wirtschaftsmechanismus in der Tschechoslowakischen Sozialistischen Republik und ihre Auswirkung auf die rechtliche Regelung der Investitionen, insbesondere des Stadtebaus. In: Wissenschaftliche Berichte der Technischen Hochschule Leipzig, Leipzig č. 13/1989 str. 69–85.
- Raban, P.: The economic reform and deregulation of the economic relations in Czechoslowakia. In: Market and plan in the regulation of economy, Publications of the Department of Private law, University of Helsinki, 1991, str. 13-35.
- Raban, P.: Schidsgerichtsverfahren in Tschechien und in der Slowakei. In: Wirtschaft und Recht in Osteuropa, 3/2000, Munchen und Frankfurth a.M., str. 92 až 95.
- Raban, P., Bohata, P.: Das tschechische HGB zu Beginn des neuen Millenniums. JOR Jahrbuch für Ostrecht, Munchen Band 42. 2001, 1. Halbband, str. 53 až 81.
- Raban, P., Bohata, P.: Das tschechische Insolvenzrecht. In: Zeitschrift für Insolvenzrecht, č. 11/2001, Recklinghausen, str. 995 až 998.
- Raban, P.: Aktuální otázky vymáhání práva prostřednictvím rozhodčího řízení. In: Vymožiťelnostť práva v podmienkach Slovenskej republiky, Nadácia profesora Karola Planka, Bratislava 2003, str. 48–60.
- Raban, P., Bohata, P.: Praktische Probleme des Tschechischen Konkursverfahrens. In: Eistchift für das gesamte Insolvenzrecht, 4. Jahrgang, No. 21, 2001, str. 995–1001.
- Raban, P.: Tretějskoe razbiratělstvo v Češskoj respublike i Slovackoj Respublikke. In: Meždunarodnyj kommerčeskij arbitraž, Sbornik statěj i dokumentov, Juridičeskij centr „iUS“, Almaty, 2002, str. 118.
- Raban, P.: Podstata povahy arbitráže a slovensko-český přínos k jejímu posouzení. In: Aktuálne otázky práva, UPJŠ Košice, 2006, str. 230–238.
- Raban, P.: Tretějskoje razbiratělstvo. Opyt češskoj Respubliki. In: IV-j Meždunarodnyj Juridičeskij Forum stran SNG i Baltii, OOO, Privat konsalting, Dněpropetrovsk, 2005, str. 79 an.
- Raban, P.: Úprava rozhodování sporů v doméně nejvyšší úrovně, eu. In: Smerovanie českého a slovenského práva po vstupu do Európskej únie, Košice, 2006, str. 120–135re.

### Odborné práce – OP
- Raban, P.: Obchodní zákoník (Zákon o podnikání a obchodech). HL press, PRÁCE Praha, 1992, 301 str.
- Raban, P.: Obchodní zákoník, komentář. Eurounion, Praha 1997, 591 str.
- Raban, P.: Stavební zákon (poznámkové vydání). Eurounion, Praha 1996, 369 str.
- Kotoučová, J., Raban, P.: Konkurs a vyrovnání. ORAC, Praha, 1999, 307 str.
- Raban, P.: Stavební zákon, druhé přepracované vydání (poznámkové vydání). Eurounion, Praha, 1998, 393 str.
- Kotoučová, J., Raban, P.: Konkurs a vyrovnání. 2. doplněné a rozšířené vydání.